# Дорофеев, Василий Евгеньевич
Василий Евгеньевич Дорофеев (род. 6 августа 1990, Красноярск) — российский регбист, играющий на позиции полузащитника схватки (9 номер) в команде «Красный Яр» и сборной России.

## Биография

### Клубная карьера
Воспитанник «Красного Яра». Выступал за команду СибФУ, был капитаном команды. В 2011 году дебютировал в основном составе «Яра». В дальнейшем был игроком ротации (приходилось конкурировать с сильными новозеландцами Тоби Морландом и Джоном Доддом), начиная матчи на скамейке запасных. В дальнейшем стал стабильным игроком основного состава.

### Карьера в сборной
В сборную получил вызов осенью 2014 года, когда тренер Рафаэль Сан-Андре после фиаско в отборе к Кубку мира 2015 года решил кардинально обновить состав. Дебютировал 8 ноября 2014 года в матче против Гонконга. Попал в окончательную заявку на Кубок Мира 2019.

## Достижения
- Чемпионат России:
  -  Чемпион России: 2015
  -  Серебряный призёр чемпионата России: 2016, 2017, 2018
- Кубок России:
  -  Обладатель Кубка России: 2015
- Суперкубок России
  -  Обладатель Суперкубка России: 2016